# Бовіль (Берн)
Бовіль (нім. Bowil) — громада  в Швейцарії в кантоні Берн, адміністративний округ Берн-Міттельланд.

## Географія
Громада розташована на відстані близько 20 км на схід від Берна.
Бовіль має площу 14,7 км², з яких на 5,2% дозволяється будівництво (житлове та будівництво доріг), 55% використовуються в сільськогосподарських цілях, 39,5% зайнято лісами, 0,4% не є продуктивними (річки, льодовики або гори).

## Демографія
2019 року в громаді мешкало 1364 особи (+0,4% порівняно з 2010 роком), іноземців було 2,6%. Густота населення становила 93 осіб/км².
За віковим діапазоном населення розподілялося таким чином: 21,1% — особи молодші 20 років, 60,9% — особи у віці 20—64 років, 18% — особи у віці 65 років та старші. Було 585 помешкань (у середньому 2,3 особи в помешканні).
Із загальної кількості 391 працюючого 130 було зайнятих в первинному секторі, 114 — в обробній промисловості, 147 — в галузі послуг.